# Софроново (Рыбинский район)
В Ярославской области есть ещё деревня Софроново, в Пошехонском районе.
Софроново — деревня в Михайловском сельском округе Волжского сельского поселения Рыбинского района Ярославской области .
Деревня расположена на правом берегу реки Иоды. На этом участке реки по правому берегу проходит просёлочная дорога, соединяющая деревни Короваево, Софроново, Горки, Савинское и выходящая на проходящую по противоположному левому берегу Иоды автомобильную дорогу с автобусным сообщением из Рыбинска через Михайловское на Александрову Пустынь к северу от Короваево и к югу от Савинского. Деревня окружена заболоченными лесами, населённые пункты и сельскохозяйственные земли располагаются только по указанной дороге и берегам Иоды. Софроново стоит в непосредственной близости с деревней Горки, на возвышенности, на некотором удалении от берега реки. На противоположном берегу, несколько выше по течению стоит деревня Николо-Задубровье .
На 1 января 2007 года в деревне не числилось постоянных жителей . Почтовое отделение, находящееся в деревне Семенники, обслуживает в Софроново 6 домов .